# Стівенсвілл (Мічиган)
Стівенсвілл (англ. Stevensville) — селище (англ. village) в США, в окрузі Беррієн штату Мічиган. Населення — 1147 осіб (2020).

## Географія
Стівенсвілл розташований за координатами 42°0′50″ пн. ш. 86°31′31″ зх. д. / 42.01389° пн. ш. 86.52528° зх. д. (42.013970, -86.525407).  За даними Бюро перепису населення США в 2010 році селище мало площу 2,71 км², з яких 2,70 км² — суходіл та 0,01 км² — водойми.

## Демографія
Згідно з переписом 2010 року, у селищі мешкали 1142 особи в 526 домогосподарствах у складі 315 родин. Густота населення становила 422 особи/км².  Було 584 помешкання (216/км²).
Расовий склад населення:
| - 94,6 % — білих - 2,1 % — чорних або афроамериканців - 1,2 % — азіатів - 1,0 % — корінних американців - 0,1 % — вихідців з тихоокеанських островів |

До двох чи більше рас належало 0,4 %. Частка іспаномовних становила 2,4 % від усіх жителів.
За віковим діапазоном населення розподілялося таким чином: 19,4 % — особи молодші 18 років, 60,1 % — особи у віці 18—64 років, 20,5 % — особи у віці 65 років та старші. Медіана віку мешканця становила 44,2 року. На 100 осіб жіночої статі у селищі припадало 92,6 чоловіків;  на 100 жінок у віці від 18 років та старших — 94,1 чоловіків також старших 18 років.
Середній дохід на одне домашнє господарство  становив 67 515 доларів США (медіана — 51 667), а середній дохід на одну сім'ю — 83 030 доларів (медіана — 70 667). За межею бідності перебувало 6,2 % осіб, у тому числі 8,3 % дітей у віці до 18 років та 4,7 % осіб у віці 65 років та старших.
Цивільне працевлаштоване населення становило 631 осіб. Основні галузі зайнятості: виробництво — 22,7 %, освіта, охорона здоров'я та соціальна допомога — 22,0 %, роздрібна торгівля — 11,7 %, транспорт — 11,4 %.